# Dmitrij Sokołow (biathlonista)
Dmitrij Pietrowicz Sokołow (ros. Дмитрий Петрович Соколов, ur. 20 maja 1924 we wsi Fadjuszyno, zm. 4 lipca 2009 w Kurganie) – radziecki biathlonista, czterokrotny medalista mistrzostw świata.

## Kariera
Na rozgrywanych w 1958 roku mistrzostwach świata w Saalfelden razem z Wiktorem Butakowem, Walentinem Pszenicynem i Aleksandrem Gubinem zdobył srebrny medal w klasyfikacji drużynowej. Podczas mistrzostw świata w Courmayeur rok później wspólnie z Władimirem Miełanjinem i Walentinem Pszenicynem zwyciężył w tej samej konkurencji. W rywalizacji indywidualnej zajął drugie miejsce, rozdzielając Miełanjina i Svena Agge ze Szwecji. Ponadto był szósty indywidualnie i drugi w drużynie na mistrzostwach świata w Umeå w 1961 roku. W międzyczasie brał też udział w igrzyskach olimpijskich w Squaw Valley w 1960 roku, gdzie w biegu indywidualnym zajął szóstą pozycję.
Od 1961 roku pracował jako trener.
W latach 1942–1952 służył w Armii Czerwonej, brał udział w II wojnie światowej. Odznaczony między innymi Orderem Wojny Ojczyźnianej, medalem „Za zwycięstwo nad Niemcami w Wielkiej Wojnie Ojczyźnianej 1941–1945”, medalem „Za pracowniczą wybitność”, medalem jubileuszowy „Dwudziestolecia zwycięstwa w Wielkiej Wojnie Ojczyźnianej 1941–1945”, medalem jubileuszowym „Trzydziestolecia zwycięstwa w Wielkiej Wojnie Ojczyźnianej 1941–1945”, medalem jubileuszowym „Czterdziestolecia lat zwycięstwa w Wielkiej Wojnie Ojczyźnianej 1941–1945”, medalem jubileuszowym 50-lecia zwycięstwa w Wielkiej Wojnie Ojczyźnianej 1941–1945, medalem jubileuszowym „50 lat Sił Zbrojnych ZSRR”, medalem jubileuszowym „60 lat Sił Zbrojnych ZSRR” i medalem jubileuszowym „70 lat Sił Zbrojnych ZSRR”.

## Osiągnięcia

### Igrzyska olimpijskie
| Rok  | Miejscowość  | Konkurencje | Konkurencje | Konkurencje | Konkurencje | Konkurencje | Konkurencje | Konkurencje |
| Rok  | Miejscowość  | IN          | SP          | PU          | MS          | RL          | MR          | SR          |
| ---- | ------------ | ----------- | ----------- | ----------- | ----------- | ----------- | ----------- | ----------- |
| 1960 | Squaw Valley | 6.          | nd.         | nd.         | nd.         | nd.         | nd.         | –           |

### Mistrzostwa świata
| Rok  | Miejscowość | Konkurencje | Konkurencje | Konkurencje | Konkurencje | Konkurencje | Konkurencje | Konkurencje |
| Rok  | Miejscowość | IN          | SP          | PU          | MS          | RL          | MR          | SR          |
| ---- | ----------- | ----------- | ----------- | ----------- | ----------- | ----------- | ----------- | ----------- |
| 1958 | Saalfelden  | 9.          | nd.         | nd.         | nd.         | 2.          | nd.         | –           |
| 1959 | Courmayeur  | 2.          | nd.         | nd.         | nd.         | 1.          | nd.         | –           |
| 1961 | Umeå        | 6.          | nd.         | nd.         | nd.         | 2.          | nd.         | –           |